# 塞德魯 (伯南布哥州)

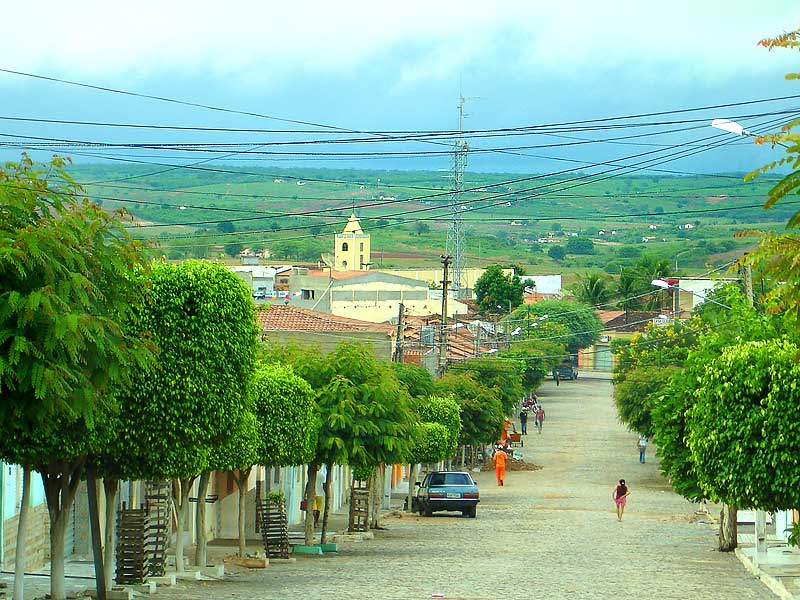
塞德魯

塞德魯（葡萄牙語：Cedro），是巴西的城鎮，位於該國東北部，由伯南布哥州負責管轄，始建於1964年5月18日，面積144.09平方公里，海拔高度546米，2014年人口11,421，人口密度每平方公里79.27人。